# Tres Dies dels Cingles de Trial
Els Tres Dies dels Cingles de Trial, coneguts també com als Tres Dies dels Cingles, varen ser una competició de trial internacional que es disputava anualment pels voltants dels Cingles de Bertí, entre el Vallès Oriental, l'Occidental i el Moianès.
La prova, organitzada pel Moto Club Cingles de Bertí, es disputà entre el 1973 i el 2007, essent un referent internacional entre els trials de mitjana durada per la seva qualitat.

## Característiques

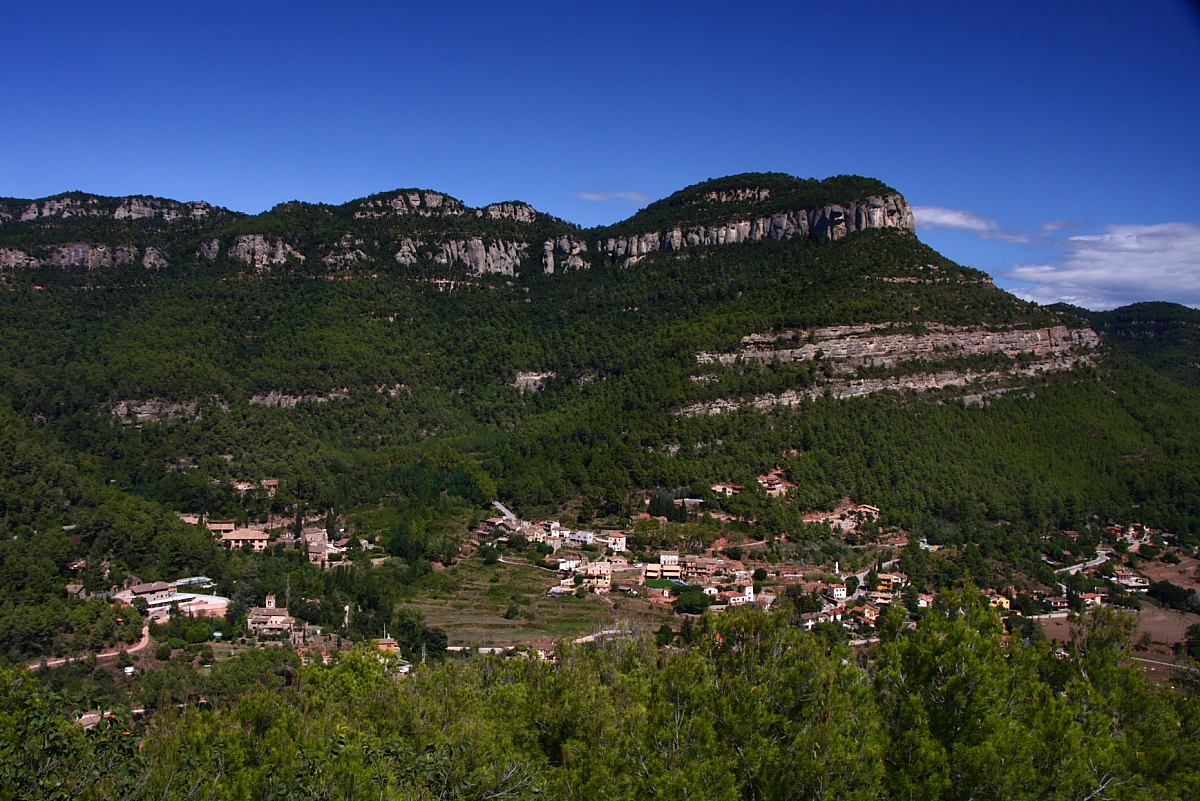
Vista de Gallifa amb els Cingles de Bertí al darrere

Els Tres Dies es disputaven la segona setmana del mes d'octubre, un cop acabat el Campionat del Món. Normalment hi assistien els millors pilots internacionals, que aprofitaven així el bon clima i la manca de pressió, un cop finalitzada la temporada, per a mantenir la forma i gaudir d'unes zones i recorregut de gran bellesa.
La sortida i centre neuràlgic de la prova era a Sant Feliu de Codines, on els pilots disposaven d'un parc tancat situat al complex esportiu "Solanes", conegut antigament com a "Penya Esportiva". Durant les primeres edicions aquest centre se situava a l'antic hotel Mas Badó, a Sant Quirze Safaja.
El recorregut típic era d'uns 45 quilòmetres diaris els dos primers dies i una mica menys el tercer, entre els termes municipals de Sant Feliu de Codines i Gallifa (passant per Sant Llorenç Savall, Caldes de Montbui, Sant Quirze Safaja i Castellterçol), el qual calia completar una sola volta en un màxim de 7 hores i mitja, essent la sortida del primer pilot a dos quarts de nou del matí. Al migdia hi havia una parada d'avituallament a l'àrea de La Clau, a Sant Llorenç Savall.
Normalment es marcaven al voltant de 30 zones non-stop, d'entre les quals dues de tipus indoor per tal d'acostar el trial al públic: una al centre de Gallifa i l'altra a la plaça d'entrada a Sant Feliu de Codines, que tancava cada jornada. La resta de zones estaven repartides pels feréstecs boscos dels Cingles, abundant-hi les d'aigua, aprofitant els molts rius i torrents de la contrada, combinades amb altres de grans roques o de terra seca i arrels.
Moltes zones estaven agrupades en seccions que calia superar d'una tacada, de les quals n'hi havia algunes de famoses per la seva bellesa i dificultat, com ara les de Llobateres (prop de Sant Quirze), Prat de dalt (prop de Sant Feliu) o Les Maioles (prop de Gallifa), aquesta darrera consistent en unes quantes zones encadenades pel llit d'un rierol ombrívol amb grans roques humides.
El trial era obert a tres nivells de participants en funció del seu pilotatge (similars als de les pistes d'esquí alpí: blau per als més novells, vermell per als mitjans i negre per als experts), als quals s'adaptava el grau de dificultat de les zones tot variant-ne el traçat.

## Història

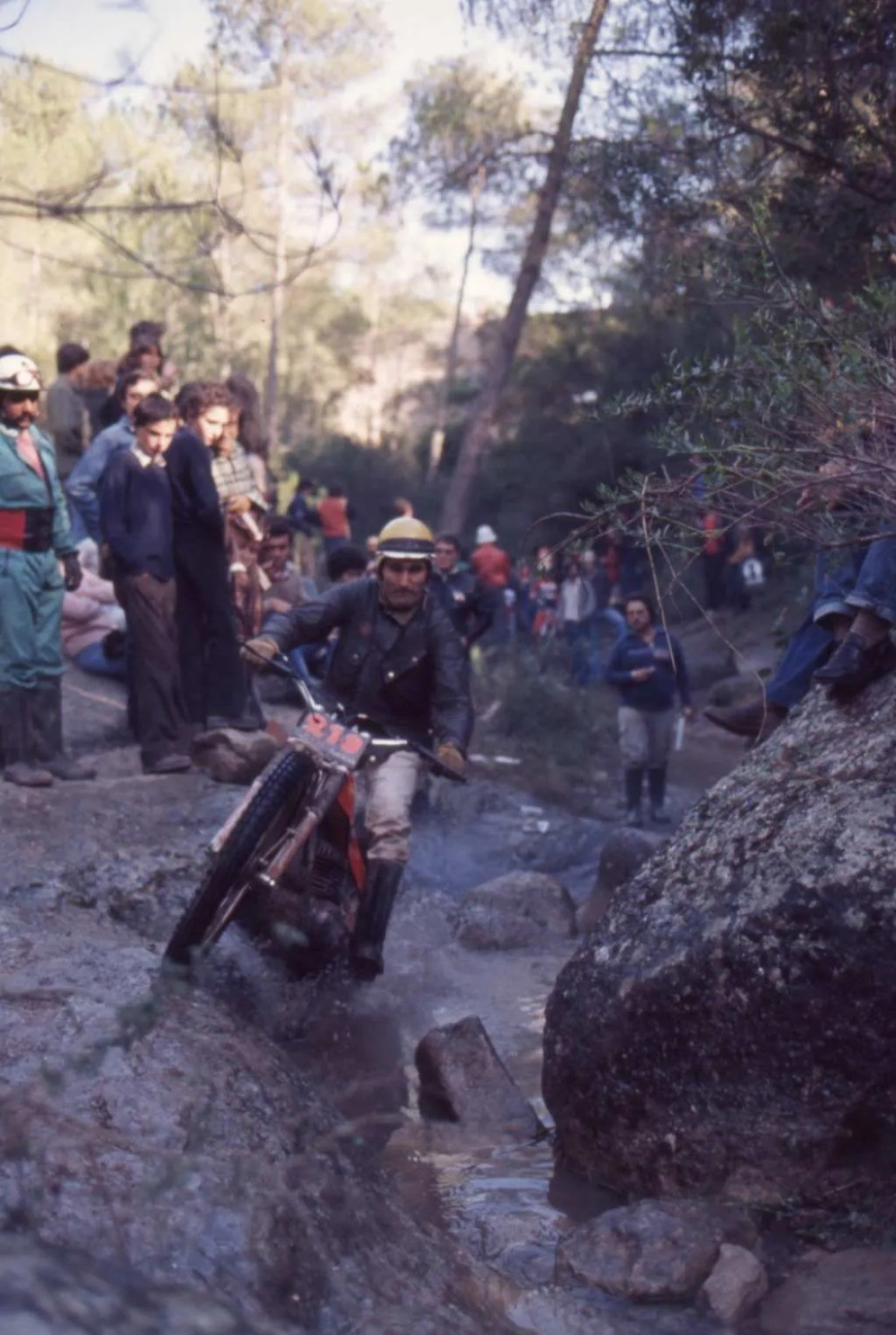
Pere Pi amb la Montesa Cota 348 durant l'edició de 1976 (Foto: Gaillard)

El Moto Club Cingles de Bertí, abreujat MCCB, fou creat el 1970 per un grup de joves de Sant Feliu de Codines i Gallifa. Aviat organitzaren els primers trials (Trial de Gallifa i Trial de Sant Feliu) fins que el 1973, inspirats pels Sis Dies d'Escòcia de Trial, varen decidir organitzar una prova de tres dies seguint l'exemple dels Tres Dies de Trial de Santigosa, creats el 1972. Naixien així els Tres Dies dels Cingles.
La competició va atraure sempre nombrosos participants, i durant els anys 70 la llista d'inscrits ultrapassava sovint els 300 corredors. Des de la primera edició fins a la darrera participaren en la prova en total més de 8.000 pilots de tots els nivells, des dels més amateur fins a campions com ara Mick Andrews, Ulf Karlson, Gilles Burgat, Eddy Lejeune o Tommi Ahvala, sense oblidar corredors destacats com ara Charles Coutard, Rob Edwards, Felix Krahnstover i molts d'altres.
L'organització va ser sempre innovadora i així, per exemple, fou de les primeres a incloure zones indoor en un trial convencional, idea que amb el temps moltes altres proves han adoptat.

### Sidetrial
Una altra innovació de la cursa fou la introducció de la modalitat del sidetrial (trial amb sidecar) a la península Ibèrica, tot afegint aquesta categoria a la prova l'any 1975. Des d'aleshores fins a començaments dels anys 80, als Tres Dies dels Cingles hi corrien també motos amb sidecar, disposant d'un recorregut i unes zones dissenyats específicament per a elles. La prova de sidetrial dels Cingles gaudí de molta anomenada i durant anys el primer dels tres dies puntuava per al Campionat d'Europa de l'especialitat.

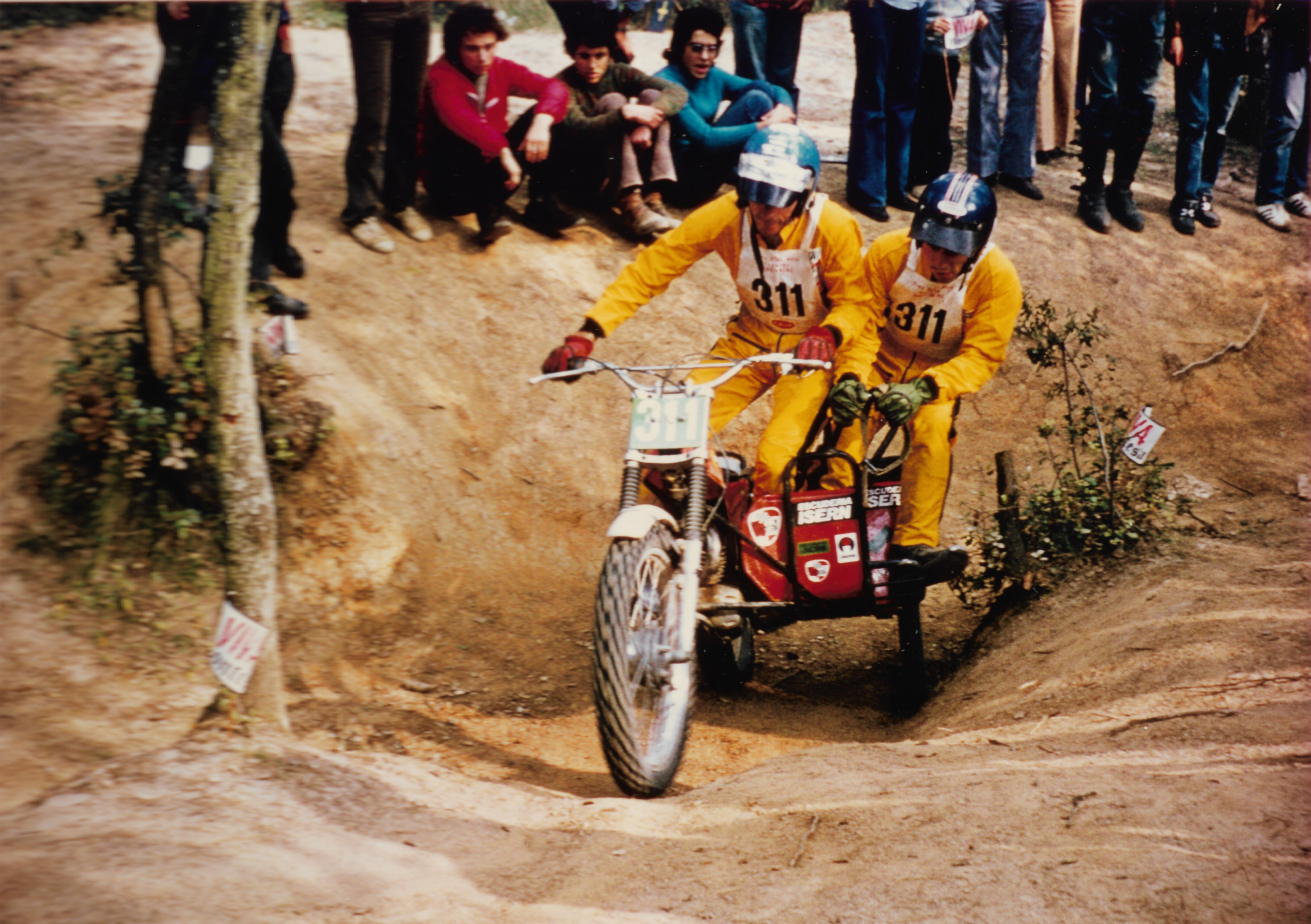
Un equip amb una Montesa Cota 247 a la prova de sidetrial (ca. 1976)

Gràcies en gran part a aquesta prova sortiren grans parelles de pilot i copilot catalans, com ara les formades per Tresserras-Vilar, Bosch-Sibils, Estrada-Bou o Jordà-Estrada, algunes de les quals arribaren a guanyar el Campionat d'Europa.

### Darrers temps
La darrera edició disputada de la prova fou la XXXV del 2007. L'edició XXXVI, prevista per al 2008, fou suspesa per part dels organitzadors amb la intenció de replantejar la prova de cara al 2009, any en què finalment els Tres Dies foren anul·lats a darrera hora per manca de permisos administratius.

## Seqüeles
L'estiu del 2010 la societat Octagon Esedos, S.L. es replantejà crear una competició similar i que tingués «l'atractiu i reclam que el trial tenia fa 40 anys», en paraules de l'organització, naixent així els Tres Dies dels Cingles de MTB amb el suport de la Federació Catalana de Ciclisme, com a evolució dels històrics Tres Dies de trial. La prova s'anuncià per als dies 9, 10 i 11 d'octubre del 2010.
El 2021, un renovat Moto Club Cingles de Bertí va decidir recuperar la històrica prova motociclista, tot i que en aquesta ocasió restringida a dos dies i amb un recorregut força escurçat. Els primers Dos Dies dels Cingles de la represa es van disputar el cap de setmana del 16 al 17 d'octubre del 2021 i el guanyador en fou Pau Martínez. El 2022, la prova de dos dies es va reeditar, aquesta vegada celebrada del 8 al 9 d'octubre, i el guanyador en fou Marc Piquer.

## Llista de guanyadors
| Edició | Any  | Guanyador                | Motocicleta |
| ------ | ---- | ------------------------ | ----------- |
| I      | 1973 | Geoff Chandler           | Montesa     |
| II     | 1974 | Yrjö Vesterinen          | Bultaco     |
| III    | 1975 | Yrjö Vesterinen          | Bultaco     |
| IV     | 1976 | Manuel Soler             | Bultaco     |
| V      | 1977 | Manuel Soler             | Bultaco     |
| VI     | 1978 | Toni Gorgot              | Bultaco     |
| VII    | 1979 | Martin Lampkin           | Bultaco     |
| VIII   | 1980 | Toni Gorgot              | Ossa        |
| IX     | 1981 | Toni Gorgot              | Montesa     |
| X      | 1982 | Toni Gorgot              | Montesa     |
| XI     | 1983 | Toni Gorgot              | Montesa     |
| XII    | 1984 | Andreu Codina            | Montesa     |
| XIII   | 1985 | Thierry Michaud          | Fantic      |
| XIV    | 1986 | Jordi Tarrés             | Beta        |
| XV     | 1987 | Jordi Tarrés             | Beta        |
| XVI    | 1988 | Jordi Tarrés             | Beta        |
| XVII   | 1989 | Amós Bilbao              | Fantic      |
| XVIII  | 1990 | Andreu Codina            | Gas Gas     |
| XIX    | 1991 | Amós Bilbao              | Gas Gas     |
| XX     | 1992 | Amós Bilbao              | Gas Gas     |
| XXI    | 1993 | Joan Pons                | Gas Gas     |
| XXII   | 1994 | Joan Pons · Angel García | Gas Gas     |
| XXIII  | 1995 | Marc Catllà              | Gas Gas     |
| XXIV   | 1996 | Joan Solé                | Beta        |
| XXV    | 1997 | Adam Raga                | Gas Gas     |
| XXVI   | 1998 | José Manuel Alcaraz      | Montesa     |
| XXVII  | 1999 | Marc Freixa              | Gas Gas     |
| XXVIII | 2000 | Josep Manzano            | Sherco      |
| XXIX   | 2001 | Marcel Justribó          | Sherco      |
| XXX    | 2002 | Jordi Pascuet            | Gas Gas     |
| XXXI   | 2003 | Jeroni Fajardo           | Gas Gas     |
| XXXII  | 2004 | Jordi Pascuet            | Gas Gas     |
| XXXIII | 2005 | Jordi Pascuet            | Gas Gas     |
| XXXIV  | 2006 | Jordi Pascuet            | Gas Gas     |
| XXXV   | 2007 | Jordi Pascuet            | Beta        |
|        | 2008 | Suspesos                 | Suspesos    |
|        | 2009 | Anul·lats                | Anul·lats   |